# АгроЕкспо
АгроЕкспо (AgroExpo) — міжнародна агропромислова виставка з польовою демонстрацією техніки, яка проходить щороку восени в Кропивницькому на вулиці Перша Виставкова (Мурманська), 8 на території найбільшого виставкового комплексу в Україні — 360 000 кв.м. (загальні виставкові площі 125 000 кв.м.).
Виставка входить в ТОП-10 найбільших аграрних виставок Європи. Щорічно у виставці беруть участь близько 500 профільних вітчизняних та іноземних компаній.

## Основні тематичні розділи
- Рослинництво — техніка і технології: ґрунтообробна, посівна і збиральна техніка, засоби технологій точного землеробства, посівний і посадковий матеріал, добрива та засоби захисту рослин, елеватори та зерносховища, сховища для зберігання овочів та фруктів, теплиці і тепличні господарства, садова техніка, техніка для зрошення та поливу.
- Тваринництво — обладнання і технології: корми, премікси та ветеринарні препарати, обладнання для виробництва кормів, обладнання тваринницьких ферм, видалення та утилізація відходів, генетика і селекція у тваринництві, племінні тварини та птиця.
- Транспорт та  спеціальна  техніка: мобільні навантажувачі, техніка для перевезення вантажів, контейнери, запасні частини.
- Переробка та логістика продукції: обладнання для переробки м'яса, обладнання для переробки молока, обладнання для переробки зернових та олійних культур, промислове холодильне устаткування, ваговимірювальна техніка та обладнання, тара і обладнання для пакування продукції, пакувальне обладнання та матеріали, лабораторне та ваговимірювальне обладнання, транспортна  та складська логістика в АПК.
- Альтернативна енергетика в  АПК: котли та теплові пункти на біопаливі, обладнання для виробництва біопалива, теплові насоси та акумулюючі пристрої, вітрові та сонячні установки і обладнання, генератори та автономні електростанції, обладнання для отримання та використання біогазу в АПК.
- Сімейні ферми та господарства: засоби механізації  для малих  ферм, технології отримання продукції на фермі, засоби переробки і зберігання продукції, теплиці для приватного господарства, насіння та саджанці, архітектура та ландшафтний дизайн.

## Спеціальні заходи
- Бізнес-форуми, конференції та семінари;
- Виставка племінних тварин та птиці;
- Культурно-розважальний захід «Покровський ярмарок»;
- Виставка автомобілів "AUTOLAND";
- Фестиваль вуличної їжі «Єлисавет Смак Fest»;
- Всеукраїнський освітній ярмарок.

## Організатори
- Міністерство розвитку економіки, торгівлі та сільського господарства України [Архівовано 3 грудня 2020 у Wayback Machine.];
- Торгово-промислова палата України;
- Федерація роботодавців України;
- Асоціація підприємств — виробників техніки і обладнання для агропромислового комплексу «Украгромаш»;
- Українська асоціація аграрних інженерів;
- Кіровоградська обласна державна адміністрація.

## Цікаві Факти
21 вересня 2017 року на виставці був встановлений рекорд України у категорії «Спорт, спец. підготовка» по перетягуванню агрегату вагою 27 200 кг (трактор NEW HOLLAND T8.40 агрегований посівним комплексом ELVORTI ALCOR 10.0).
В рамках стронгмен-шоу під керівництвом володаря титулу «Найсильніша людина світу 2004» Василя Вірастюка - четверо атлетів з даним "знаряддям" подолали дистанцію 3,07 метри!!!